# Chris Columbus
Christopher Columbus (Spangler, Pennsilvània, 10 de setembre del 1958) és un director de cinema estatunidenc. S'inicià al cinema com a guionista de la pel·lícula Gremlins (1984) de la productora de Steven Spielberg, Amblin Productions.
Les seves obres més famoses inclouen les dues primeres pel·lícules de la sèrie Harry Potter (Harry Potter i la pedra filosofal i Harry Potter i la cambra secreta). El director anhelava tant obtenir la feina que va prendre el guió escrit per Steven Kloves i hi feu alguns canvis que considerà prudents. A la primera entrevista de treball que va tenir en molts anys per a obtenir un treball demanà ser l'últim en passar. En entrar a la porta va donar el seu guió i va dir: "Preneu-lo com les meves notes personals. Utilitzin el que vulguin utilitzar-ne i llencin la resta. Només vull demostrar com de compromès estic amb aquest projecte, car tots sabem que a Hollywood ningú aixeca ni tan sols el llapis si no és a canvi de diners". La seva passió el portà a guanyar la feina. Sol a casa, Sol a casa 2: Perdut a Nova York, Queda't al meu costat, Rent, Fantastic Four i Mrs. Doubtfire són altres dels seus treballs més famosos.

## Biografia
Va ser criat a Ohio. Cursà estudis a l'escola de cinema de Nova York, i va vendre el seu primer guió quan cursava el segon any de la carrera (tot i que mai es va produir). Després de graduar-s'hi, intentà vendre el seu quart llibret, Gremlins (1984), el qual no va tenir molt d'èxit fins que Steven Spielberg s'interessà en ell. Es trasllada a Los Angeles i hi treballà al llibret durant un any. A més, col·laborà amb Spielberg en uns altres dos guions: The Goonies i Young Sherlock Holmes, ambdós el 1985, i el 1987 llençà la seva carrera com a director amb Adventures in Babysitting. El 1990, el també director John Hughes va oferir-li l'oportunitat de dirigir el seu propi guió, Sol a casa, que va sorprendre a Hollywood en convertir-se en la comèdia més rendible de tots els temps. El 2001 dirigí Harry Potter i la pedra filosofal i el 2002 Harry Potter i la cambra secreta. Entre els seus futurs projectes es troba l'adaptació de la novel·la de Rick Riordan El lladre del raig.
Té una filla anomenada Eleanor Columbus, que interpreta Susan Bones a Harry Potter.

## Filmografia
- 1982: Night Shift (guionista)
- 1984: Reckless (guionista)
  - Gremlins (guionista)
- 1985: The Goonies (guionista)Young Sherlock Holmes (guionista)
- 1986: Solarbabies (guionista)
- 1987: The Lost Boys (guionista)
  - Aventures in Babysitting (director i guionista)
- 1988: Heartbreak Hotel (director i guionista)
- 1989: The Abyss (guionista)
- 1990: Sol a casa (director)
- 1991: Only the Lonely (director i guionista)
- 1992: Sol a casa 2: Perdut a Nova York (director)
- 1993: Mrs. Doubtfire (director i guionista)
- 1995: Nou mesos (director i guionista)
- 1998: Queda't al meu costat (director)
- 1999: L'home bicentenari (director)
- 2001: Monkeybone i Harry Potter i la pedra filosofal (director)
- 2002: Harry Potter i la cambra secreta (director)
- 2004: Harry Potter i el pres d'Azkaban (productor)
  - Un Nadal de bojos (Christmas with the Kranks)
- 2005: Fantastic Four
  - Rent
- 2007: Fantastic Four: Rise of the Silver Surfer (productor)
- 2021: The Christmas Chronicles 2 (director i guionista)